# Copa América de Futsal 2022
La Copa América de Futsal 2022 fue la XIII edición del certamen de selecciones de futsal en Sudamérica, desde que este se celebra bajo el reglamento FIFA. Se disputó en la ciudad de Asunción, Paraguay. Este evento fue organizado por la Confederación Sudamericana de Fútbol (Conmebol) y se llevó a cabo del 29 de enero al 6 de febrero de 2022.
Este torneo significó el regreso de la Copa América de Futsal que no se disputa desde 2017, debido a que la edición 2019 fue suspendida por inconvenientes de orden público derivados de las protestas en Chile, y no se había vuelto a realizar debido al impacto por la pandemia de COVID-19, aunque en 2020 se llevó a cabo un torneo eliminatorio sudamericano para la Copa Mundial de fútbol sala de la FIFA 2021.
El torneo estaba previsto a realizarse inicialmente en Río de Janeiro, pero el 4 de enero de 2022 se confirmó que la sede se cambió a Asunción, Paraguay a causa de la crisis sanitaria en Brasil por el Covid-19. Todos los partidos se disputaron en el SND Arena.

## Formato de juego
El formato del torneo es el siguiente: las diez selecciones participantes son divididas en 2 grupos, y se enfrentan en un sistema de todos contra todos a una sola rueda, donde cada equipo jugará 4 partidos respectivamente. Pasaran a la siguiente fase los dos primeros de cada grupo, que jugarán en eliminación directa, constando esta en semifinales, final y un partido por el tercer puesto. Se consagrará campeón a la selección ganadora de la final
.

## Equipos participantes
Las selecciones participantes son los 10 miembros de la Conmebol. El 20 de diciembre de 2021 se definieron los grupos de la primera fase.
| Equipos participantes | Equipos participantes |
| --------------------- | --------------------- |
| Argentina             | Bolivia               |
| Brasil                | Chile                 |
| Colombia              | Ecuador               |
| Paraguay              | Perú                  |
| Uruguay               | Venezuela             |

## Primera fase
- Los horarios corresponden a la hora UTC-3.

### Grupo A
| Equipo   | Pts | PJ | PG | PE | PP | GF | GC | Dif |
| -------- | --- | -- | -- | -- | -- | -- | -- | --- |
| Brasil   | 12  | 4  | 4  | 0  | 0  | 14 | 3  | +11 |
| Colombia | 9   | 4  | 3  | 0  | 1  | 12 | 7  | +5  |
| Uruguay  | 6   | 4  | 2  | 0  | 2  | 8  | 6  | +2  |
| Ecuador  | 3   | 4  | 1  | 0  | 3  | 8  | 18 | -10 |
| Chile    | 0   | 4  | 0  | 0  | 4  | 5  | 13 | -8  |

|  | Clasificado para la Fase final. |

| 29 de enero de 2022, 13:00 | Chile                  | 1:3 (0:0) | Colombia                                 | SND Arena, Asunción       |                           |
|                            | Cristian Arredondo 23' | Reporte   | Brayan Zapata 29', 32' · Yulian Díaz 38' | Árbitro(s): Bill Villalba | Árbitro(s): Bill Villalba |

| 29 de enero de 2022, 17:00 | Brasil                                                                                         | 5:1 (4:0) | Ecuador           | SND Arena, Asunción        |                            |
|                            | Marcenio 5' · Rafael Dos Santos 7' · Bruno Ramos 11' · Bruno Taffy 17' · Matheus Rodríguez 26' | Reporte   | Bryan Montaño 32' | Árbitro(s): Mario Espichan | Árbitro(s): Mario Espichan |

- Equipo libre:  Uruguay.

| 30 de enero de 2022, 11:00 | Ecuador                                                                              | 4:2 (3:0) | Chile                                 | SND Arena, Asunción         |                             |
|                            | Jordan Mercado 4' · Dalember Segura 11' · Sindulfo Estacio 16' · Jimmy Espinales 26' | Reporte   | Nicolás Lagos 25' · Joel González 39' | Árbitro(s): Henry Gutiérrez | Árbitro(s): Henry Gutiérrez |

| 30 de enero de 2022, 15:00 | Uruguay | 0:4 (0:2) | Colombia                                                                          | SND Arena, Asunción          |                              |
|                            |         | Reporte   | Felipe Echavarría 2' · José Tangarife 16' · Angellot Caro 24' · Brayan Zapata 34' | Árbitro(s): Dario Santamaría | Árbitro(s): Dario Santamaría |

- Equipo libre:  Brasil.

| 31 de enero de 2022, 11:00 | Ecuador | 0:6 (0:1) | Uruguay | SND Arena, Asunción     |                         |
|                            |         | Reporte   | Brandon Díaz 14' · Juan Custodio 23' · Nicolás Ordoqui 25' · Mathias Fernández 29' · José Cosentino 34' · Agustín Sosa 38' | Árbitro(s): José Ocampo | Árbitro(s): José Ocampo |

| 31 de enero de 2022, 15:00 | Chile                                 | 2:4 (1:2) | Brasil                                                                        | SND Arena, Asunción     |                         |
|                            | Eduardo Martínez 17' · Alan Moran 28' | Reporte   | Carlos Gularte 16' · Marlon Oliveira Araujo 19', 34' · Jean Pierre Guisel 21' | Árbitro(s): Rolly Rojas | Árbitro(s): Rolly Rojas |

- Equipo libre:  Colombia.

| 2 de febrero de 2022, 11:00 | Uruguay                                 | 2:0 (2:0) | Chile | SND Arena, Asunción         |                             |
|                             | Richard Catardo 11' · Juan Custodio 12' | Reporte   |       | Árbitro(s): Henry Gutiérrez | Árbitro(s): Henry Gutiérrez |

| 2 de febrero de 2022, 15:00 | Colombia | 0:3 (0:1) | Brasil                                                          | SND Arena, Asunción          |                              |
|                             |          | Reporte   | Carlos Gularte 17' · Felipe Valerio 34' · Rafael Dos Santos 37' | Árbitro(s): Diego Santamaría | Árbitro(s): Diego Santamaría |

- Equipo libre:  Ecuador.

| 3 de febrero de 2022, 13:00 | Colombia                                                               | 5:3 (4:3) | Ecuador                    | SND Arena, Asunción         |                             |
|                             | Felipe Echavarría 2', 18', 31' · Angellot Caro 4' · Harrison Santos 9' |           | Jordan Mercado 4', 8', 10' | Árbitro(s): Henry Gutiérrez | Árbitro(s): Henry Gutiérrez |

| 3 de febrero de 2022, 17:00 | Brasil                     | 2:0 (2:0) | Uruguay | SND Arena, Asunción     |                         |
|                             | Jean Pierre Guisel 9', 16' |           |         | Árbitro(s): Rolly Rojas | Árbitro(s): Rolly Rojas |

- Equipo libre:  Chile.

### Grupo B
| Equipo    | Pts | PJ | PG | PE | PP | GF | GC | Dif |
| --------- | --- | -- | -- | -- | -- | -- | -- | --- |
| Paraguay  | 10  | 4  | 3  | 1  | 0  | 16 | 7  | +9  |
| Argentina | 10  | 4  | 3  | 1  | 0  | 12 | 6  | +6  |
| Venezuela | 6   | 4  | 2  | 0  | 2  | 10 | 10 | 0   |
| Bolivia   | 3   | 4  | 1  | 0  | 3  | 6  | 12 | -6  |
| Perú      | 0   | 4  | 0  | 0  | 4  | 7  | 16 | -9  |

|  | Clasificado para la Fase final. |

| 29 de enero de 2022, 11:00 | Perú                                | 2:3 (0:1) | Venezuela                                              | SND Arena, Asunción     |                         |
|                            | Ángel Angulo 24' · Jordi Rivera 37' | Reporte   | Wilson Francia 8' · Andrés Terán 30' · Carlos Sanz 34' | Árbitro(s): Yuri García | Árbitro(s): Yuri García |

| 29 de enero de 2022, 15:00 | Argentina             | 2:1 (1:1) | Bolivia           | SND Arena, Asunción             |                                 |
|                            | Pablo Taborda 1', 27' | Reporte   | Ángel Claudino 3' | Árbitro(s): Christian Espíndola | Árbitro(s): Christian Espíndola |

- Equipo libre:  Paraguay.

| 30 de enero de 2022, 13:00 | Bolivia                                                                   | 4:3 (2:1) | Perú                                                           | SND Arena, Asunción          |                              |
|                            | Miguel Padilla 3' · Raúl Ardaya 14' · Carlos Ramos 34' · José Herrera 38' | Reporte   | Sebastián Obando 17' · Hugo Barrientos 21' · Xavier Tavera 25' | Árbitro(s): Daniel Rodríguez | Árbitro(s): Daniel Rodríguez |

| 30 de enero de 2022, 17:00 | Paraguay                                                               | 4:3 (1:1) | Venezuela                    | SND Arena, Asunción     |                         |
|                            | Juan Gómez Salas 12' · Hugo Martínez 23', 28' · Francisco Martínez 39' | Reporte   | Rafael Morillo 13', 37', 40' | Árbitro(s): Gean Telles | Árbitro(s): Gean Telles |

- Equipo libre:  Argentina.

| 31 de enero de 2022, 13:00 | Bolivia | 0:4 (0:2) | Paraguay                                                                        | SND Arena, Asunción         |                             |
|                            |         | Reporte   | Hugo Martínez 2' · Julio Mareco 5' · Francisco Martínez 21' · Danilo Méndez 28' | Árbitro(s): Andrés Martínez | Árbitro(s): Andrés Martínez |

| 31 de enero de 2022, 17:00 | Perú                | 1:4 (0:3) | Argentina                                                                                   | SND Arena, Asunción        |                            |
|                            | Sebastián Obando 3' | Reporte   | Andrés Geraghty 7' · Sebastián Corso 8' · Maximiliano Rescia 11' · Constantino Vaporaki 35' | Árbitro(s): Felipe Ventura | Árbitro(s): Felipe Ventura |

- Equipo libre:  Venezuela.

| 2 de febrero de 2022, 13:00 | Paraguay                                                                                            | 5:1 (3:1) | Perú                | SND Arena, Asunción       |                           |
|                             | Arnaldo Báez 10' · Richard Rejala 13' · Juan Gómez Salas 19' · Hugo Martínez 21' · Javier Salas 34' | Reporte   | Sebastián Obando 8' | Árbitro(s): Ricardo Messa | Árbitro(s): Ricardo Messa |

| 2 de febrero de 2022, 17:00 | Venezuela          | 1:3 (0:3) | Argentina                                                    | SND Arena, Asunción       |                           |
|                             | Wilson Francia 22' | Reporte   | Constantino Vaporaki 15' · Pablo Taborda 17' · Edelstein 18' | Árbitro(s): Valeria Palma | Árbitro(s): Valeria Palma |

- Equipo libre:  Bolivia.

| 3 de febrero de 2022, 11:00 | Venezuela                                      | 3:1 (1:0) | Bolivia            | SND Arena, Asunción        |                            |
|                             | Henry Gutiérrez 19', 35' · Oscar Fernández 29' |           | Miguel Padilla 32' | Árbitro(s): Rodrigo Concha | Árbitro(s): Rodrigo Concha |

| 3 de febrero de 2022, 15:00 | Argentina                                | 3:3 (1:3) | Paraguay                                                     | SND Arena, Asunción          |                              |
|                             | Edelstein 18', 27' · Sebastián Corso 32' |           | Arnaldo Báez 4' · Hugo Martínez 14' · Francisco Martínez 19' | Árbitro(s): Daniel Rodríguez | Árbitro(s): Daniel Rodríguez |

- Equipo libre:  Perú.

## Fase final
|  | Semifinales    | Semifinales  |   |        | Final        | Final        |  |
|  | 5 de febrero   | 5 de febrero |   |        | 6 de febrero | 6 de febrero |  |
|  |                |              |   |        |              |              |  |
|  |                |              |   |        |              |              |  |
|  | Brasil         | 3 (1)        |   |        |              |              |  |
|  | Argentina (p.) | 3 (2)        |   |        |              |              |  |
|  |                |              |   |        |              |              |  |
|  |                |              |   |        |              |              |  |
|  |                |              |   |        | Argentina    | 1            |  |
|  |                | Paraguay     | 0 |        |              |              |  |
|  |                |              |   |        |              |              |  |
|  |                |              |   |        |              |              |  |
|  |                |              |   |        | Tercer lugar |              |  |
|  |                |              |   |        |              |              |  |
|  | Paraguay       | 4            |   | Brasil | 3            |              |  |
|  | Colombia       | 2            |   |        | Colombia     | 0            |  |

### Noveno puesto
| 5 de febrero de 2022 | Chile                                  | 2:3 (1:1) | Perú                                           | SND Arena, Asunción         |                             |
| 11:00                | Nicolás Chacón 19' · Joel González 27' | Reporte   | Sebastián Obando 6', 39' · Manuel Millares 32' | Árbitro(s): Jonathan Herbas | Árbitro(s): Jonathan Herbas |

### Séptimo puesto
| 5 de febrero de 2022 | Ecuador                               | 2:2 (0:1) (7:6 p.) | Bolivia                             | SND Arena, Asunción       |                           |
| 13:15                | David Nazareno 35' · Johao Segura 39' | Reporte            | Romer Herrera 13' · Saúl Gareca 29' | Árbitro(s): Junior Patiño | Árbitro(s): Junior Patiño |

### Quinto puesto
| 6 de febrero de 2022 | Uruguay | 1:1 (0:0) (7:6 p.)         | Venezuela | SND Arena, Asunción        |                            |
| 11:45                | Alejandro Aunchayna 22' | Reporte                    | Alfredo Vidal 39' | Árbitro(s): Felipe Ventura | Árbitro(s): Felipe Ventura |
|                      | | Tiros desde el punto penal | |                            |                            |
|                      | Nicolás Ordoqui · Richard Catardo · Juan Custodio · Luciano Cosentino · Ignacio Salgués · Federico Fedele · Mathías Fernández · Alejandro Aunchayna |                            | Carlos Sanz · Jesús Viamonte · Jean Trujillo · Henry Gutiérrez · Rafael Morillo · Wilson Escalona · Alexander Moreno · Andrés Terán |                            |                            |

### Semifinales
| 5 de febrero de 2022 | Brasil                                                    | 3:3 (3:3, 1:1) (t. s.)(1:2 p.) | Argentina                                                      | SND Arena, Asunción          |                              |
| 18:30                | Ferrão 11' · Matheus Rodrigues 27' · Cristian Borruto 36' | Reporte                        | Lucas Bolo 7' · Ángel Claudino 30' · Leandro Cuzzolino 34'     | Árbitro(s): Daniel Rodríguez | Árbitro(s): Daniel Rodríguez |
|                      |                                                           | Tiros desde el punto penal     |                                                                |                              |                              |
|                      | Ferrão · Pito · Rafa Santos · Bruno Taffy · Marcênio      |                                | Lucas Bolo · Matías Edelstein · Ángel Claudino · Pablo Taborda |                              |                              |

| 5 de febrero de 2022 | Paraguay                                                                             | 4:2 (1:1) | Colombia                | SND Arena, Asunción             |                                 |
| 15:30                | Arnaldo Báez 17' · Francisco Martínez 29' · Damián Mareco 34' · Juan Gómez Salas 39' | Reporte   | Camilo Sánchez 12', 37' | Árbitro(s): Christian Espíndola | Árbitro(s): Christian Espíndola |

### Tercer puesto
| 6 de febrero de 2022 | Brasil                                   | 3:0 (2:0) | Colombia | SND Arena, Asunción          |                              |
| 14:00                | Ferrão 15' · Bruno 17' · João Victor 31' | Reporte   |          | Árbitro(s): Darío Santamaría | Árbitro(s): Darío Santamaría |

### Final
| 6 de febrero de 2022 | Argentina       | 1:0 (1:0) | Paraguay | SND Arena, Asunción     |                         |
| 17:00                | Alan Brandi 19' | Reporte   |          | Árbitro(s): Gean Telles | Árbitro(s): Gean Telles |

|                              |
| Bandera de Argentina         |
| Campeón Argentina 3.o título |

## Estadísticas

### Clasificación general
La clasificación general indica la posición que cada selección nacional ocupó al finalizar el torneo; el rendimiento se obtiene de la relación entre los puntos obtenidos y los partidos jugados por las selecciones y se expresa en porcentajes.
La tabla está dividida según la fase alcanzada por cada selección nacional.

### Tabla general
| Equipo | Equipo    | Pts | PJ | PG | PE | PP | GF | GC | Dif |
| ------ | --------- | --- | -- | -- | -- | -- | -- | -- | --- |
| 1      | Argentina | 14  | 6  | 4  | 2  | 0  | 16 | 9  | +7  |
| 2      | Paraguay  | 13  | 6  | 4  | 1  | 1  | 20 | 10 | +10 |
| 3      | Brasil    | 16  | 6  | 5  | 1  | 0  | 20 | 6  | +14 |
| 4      | Colombia  | 9   | 6  | 3  | 0  | 3  | 14 | 14 | 0   |
| 5      | Uruguay   | 7   | 5  | 2  | 1  | 2  | 9  | 7  | +2  |
| 6      | Venezuela | 7   | 5  | 2  | 1  | 2  | 11 | 11 | 0   |
| 7      | Ecuador   | 4   | 5  | 1  | 1  | 3  | 10 | 20 | -10 |
| 8      | Bolivia   | 4   | 5  | 1  | 1  | 3  | 8  | 14 | -6  |
| 9      | Perú      | 3   | 5  | 1  | 0  | 4  | 10 | 18 | -8  |
| 10     | Chile     | 0   | 5  | 0  | 0  | 4  | 7  | 16 | -9  |

Notas
     Campeón del torneo
     Subcampeón
     3° Puesto del torneo

### Goleadores
| Jugadores              | Selección | Goles |
| ---------------------- | --------- | ----- |
| Hugo Martínez          | Paraguay  | 5     |
| Sebastián Obando       | Perú      | 5     |
| Felipe Echavarría      | Colombia  | 4     |
| Jean Pierre Guisel     | Brasil    | 3     |
| Francisco Martínez     | Paraguay  | 3     |
| Mathías Edelstein      | Argentina | 3     |
| Pablo Taborda          | Argentina | 3     |
| Rafael Bolívar Morillo | Venezuela | 3     |
| Brayan Zapata          | Colombia  | 3     |
| Jordan Mercado         | Ecuador   | 3     |